# Галерия на старите майстори
Галерията на старите майстори (на немски: Gemäldegalerie Alte Meister) в Дрезден е изключително ценна колекция от над 750 картини на стари майстори събирани основно през XVIII век от саксонските владетели от рода на Ветините. Сега е част Държавните художествени колекции на Дрезден (на немски: Staatliche Kunstsammlungen Dresden).

## Събиране на колекцията
Началото на колекцията е поставено със създаването през 1560 година на кабинет по изящните изкуства (Kunstkammer). Август II (1670 – 1733), който е известен като ценител на изкуството и е преустроил целия център на Дрезден, започва да събира систематически старите майстори. Освен живопис колекцията включва и уникална колекция от порцелан, научни инструменти и гравюри. Събирането на произведения на изкуството продължава и синът му Август III. През 1741 г. той придобива 268 картини от колекцията на Валенщайн, след това картини от кралската галерия в Прага а през 1745 г. придобива 100 от най-добрите картини на херцог Моденски. По това време вкусовете на аристокрацията определят като най-добър художник Рафаело. След продължителни двугодишни преговори се закупува картината Сикстинската мадона от манастира и църквата в Пианченца.
Сто години през 1847 г. по-късно по решение на градския съвет на Дрезден започва строителство на нова сграда, специално за художествената галерия. По предложение на Годфрид Земпер то е в стил неоренесанс и затваря двора на Цвингера оформяйки целия комплекс. През 1855 г. става откриването на галерията, наречена по-късно Галерия-Земпер. През 1931 г. е решено в галерията да останат произведенията на старите майстори, а изкуството от XIX—XX векове е пренесено в галерията на новите майстори.

## Шедьоври на галерията
- Дрезденски триптих, Ян ван Ейк
- Спящата Венера, Джорджоне (1510 г.)
- Сикстинската мадона, Рафаело (1512 – 1513)
- Портрет на момче, Пинтурикио
- Портрет на млад човек, Дюрер
- Динарий за кесаря, Тициан
- Момиче с шоколад, Жан-Етиен Лиотар
- Блудния син в таверната или „Автопортрет със Саския“, Рембранд
- Момиче, четящо писмо до отворен прозорец, Вермеер
- Лов на глиган, Рубенс